# TEMPUS

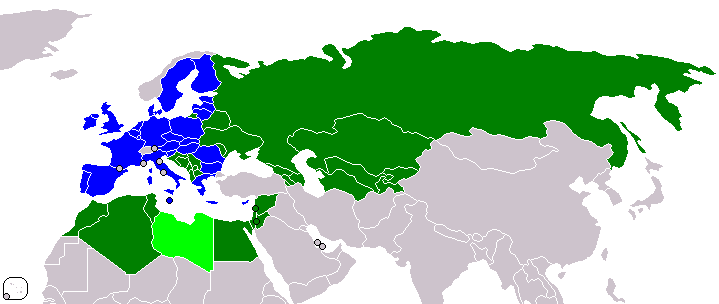
Країни-члени ЄС
Країни-партнери TEMPUS
Участь в TEMPUS обговорюється

Програма «ТЕМПУС» (TEMPUS) — схема співпраці між країнами ЄС і країнами-партнерами в галузі вищої освіти. «ТЕМПУС» — транс'європейська програма взаємообмінів між університетами (Trans-European Mobility Programme for University Studies, TEMPUS), розпочалася 1990 року на підтримку реформи вищої освіти в країнах Центральної та Східної Європи; відтоді вона тричі оновлювалась («ТЕМПУС ІІ», «ТЕМПУС Iibis» і «ТЕМПУС ІІІ» — на 2000 — 2006 рр.). Нині до країн-партнерів ЄС у цій програмі належать західнобалканські країни, країни Східної Європи та Центральної Азії (так звані «країни «ТАСІС») і країни Середземномор'я.
Програма фінансує міжуніверситетську співпрацю в сфері:
- розробки навчальних програм,
- управління університетами,
- взаємодії науковців та громадянського суспільства,
- партнерство освіти і бізнесу,
- структурні реформи в сфері вищої освіти.

З 2007 року розпочато новий етап програми — Tempus IV (2007-2013).
З 2014 р. програма трансформувалась у напрям програми Еразмус+: КА2. Розвиток потенціалу вищої освіти.